# Lac d’Arpitettaz
Der Lac d’Arpitettaz (alternative Schreibweise Lac d’Arpitetta) ist ein Bergsee im Val d’Anniviers im Kanton Wallis in der Schweiz. Der See liegt auf einer Höhe von 2229 m ü. M. zuhinterst im Zinaltal, idyllisch gelegen vor der Bergkulisse der sogenannten Kaiserkrone (Pigne de la Lé, Grand Cornier und Dent Blanche) und dem Besso. Er kann von Zinal aus über einen Bergwanderweg in zweieinhalb Stunden erreicht werden.
Der See liegt an der Route zur Cabane Arpitettaz ungefähr 150 Höhenmeter oberhalb der Alp Tsijière de la Vatse.